# Чолпон (Иссык-Кульская область)
Чолпон (кирг. Чолпон) — село в Ак-Суйском районе Иссык-Кульской области Кыргызстана. Входит в состав Караколского аильного округа. Код СОАТЕ — 41702 205 813 02 0.

## Население
По данным переписи 2017 года, в селе проживало 1600 человек.